# Tangara palmeri
Tangara palmeri là một loài chim trong họ Thraupidae.